# Thuyết vong quốc phản Nhật
Thuyết vong quốc phản Nhật (反日亡国論 (Phản Nhật vong quốc luận) han'nichi-bōkoku-ron) hay Thuyết lưu vong chống Nhật là một hệ tư tưởng cấp tiến được thúc đẩy bởi một phái Tân tả dực của Nhật Bản, chủ trương cho sự diệt vong của đất nước Nhật Bản. Hệ tư tưởng này được Oomori Katsuhisa, một thành viên của Tân tả, hình thành lần đầu vào những năm 1970.
Mở rộng từ những tư tưởng và quan điểm chống Nhật, chẳng hạn như Thuyết Cách mạng Ainu, thì thuyết này tuyên bố rằng "quốc gia được gọi là Nhật Bản và toàn bộ chủng tộc Nhật nên bị tiêu diệt khỏi Trái đất".
Thuyết phản Nhật đưa ra những tuyên bố đi ngược lại lịch sử, phủ nhận sự hình thành nên Nhật Bản và lịch sử của dân tộc Nhật. Thuyết cũng ủng hộ việc tiêu diệt tộc người Nhật Bản.

## Khác biệt với tư tưởng bài Nhật
Tư tưởng bài Nhật cho rằng các hành động của Nhật Bản kể từ thời Minh Trị đã bị nhuốm màu bởi chủ nghĩa đế quốc, và rằng cần phải có một chế độ mới. Cũng theo tư tưởng bài Nhật, sự thất bại về mặt đạo đức này của Nhật Bản có thể cứu chuộc được nếu như Hoàng thất bị thanh trừng và đất nước buộc phải chuyển đổi thành một "nước cộng hòa nhân dân" cộng sản. Thuyết vong quốc phản Nhật cực đoan hóa lập luận này bằng cách tuyên bố rằng ngay cả cách mạng cộng sản cũng không thể cứu chuộc được Nhật Bản, vì bản thân người Nhật đã sở hữu một "bản chất hiếu chiến" cố hữu. Những người ủng hộ thuyết này tin rằng cách duy nhất để cứu mình khỏi "chủng tộc Nhật áp bức và tội lỗi" là chiến đấu chống lại mọi lợi ích của nước Nhật cho đến khi cả quần đảo "Nhật Bản" bị thanh trừng khỏi bất cứ cái gì mang tính Nhật hay thuộc về Nhật.
Từ quan điểm này, những cái gọi là "Nhật Bản" phải hoàn toàn nhận thức được mình là "chủng tộc áp bức/tội lỗi" và phải chối bỏ chính mình.
Theo thuyết này, vì Nhật Bản là một quốc gia phản cách mạng, đã tích lũy những tội ác bất khả phi tang, một đất nước và dân tộc đáng xấu hổ, nên việc cho rằng nước Nhật là "quê hương" thì chính là tư tưởng phản cách mạng to lớn nhất. Thuyết này rao giảng rằng "Hãy từ bỏ ý thức quốc gia và dân tộc của người Nhật một cách triệt để và trở thành người phản bội".
Chỉ những người chấp nhận lí thuyết về sự tuyệt chủng chống lại Nhật Bản này, và trở thành chiến binh cho cuộc đấu tranh chống Nhật Bản, thì sẽ được giải thoát khỏi "nguyên tội" của "những kẻ đàn áp/tội lỗi" cho lần đầu tiên.

## Luận đề lịch sử
Theo Thuyết vong quốc phản Nhật, cư dân ban đầu của quần đảo Nhật Bản là những người làm nông vô pháp, đã bị xâm lược bởi một bộ tộc cưỡi ngựa mà chính là dòng dõi của hoàng thất hiện tại. Những người đi chống lại cuộc xâm lược ấy trở thành bộ lạc dân (部落民). Sự đàn áp này tiếp tục diễn ra trong suốt thế kỉ 19, khi chế độ đế quốc chinh phục cả Lưu Cầu và Ainu. Như vậy, lịch sử của Nhật Bản được định nghĩa là "lịch sử đi xâm lược và bóc lột".

## Chiến lược tiêu diệt tộc người Nhật Bản
Mặt trận võ trang phản Nhật Đông Á (東アジア反日武装戦線) đưa ra một kịch bản có thể dẫn đến sự tàn lụi của Nhật Bản. Trong kịch bản này, mặt trận sẽ tấn công Hàn Quốc và lật đổ chế độ "thân Nhật" hiện tại, thay thế nó bằng một chế độ quân sự công khai chống Nhật. Còn Nhật Bản, do bản chất hiếu chiến tự nhiên, sẽ xâm lược lại Hàn Quốc để đáp trả, sau đó Lực lượng vong quốc phản Nhật có thể sử dụng mạng lưới khủng bố của họ để tàn phá Hàn Quốc, tương tự như Chiến tranh Việt Nam, nhằm tiêu hao sức mạnh tài chính và chính trị của Nhật Bản, điều đó sẽ cho phép nước này sụp đổ nhanh chóng.
Kịch bản chi tiết như sau:
Quốc gia chính có tầm quan trọng trong kịch bản này là Đại Hàn Dân Quốc. Bằng cách thúc đẩy chủ nghĩa dân tộc bài ngoại của Hàn Quốc, nó cũng sẽ thúc đẩy cả tư tưởng bài Nhật, gây ra đảo chính trong quân đội Hàn Quốc, lật đổ "chính quyền thân Nhật" và loại bỏ tư tưởng "thân Nhật" bắt nguồn từ Nam Hàn. Sau đó, "Chính phủ quân sự phản Nhật" của Hàn Quốc sẽ tuyên chiến với Nhật Bản, giết chết ít nhất 100.000 nhân viên Lực lượng Phòng vệ Nhật Bản.
Tại Okinawa, nước "Cộng hòa Lưu Cầu" sẽ tuyên bố độc lập. 'Quốc gia độc lập' này sẽ tuyên chiến với Nhật Bản và Hoa Kỳ, sau đó liên minh với Hàn Quốc để xâm lược Nhật Bản.
Tại Hokkaidō, nước "Cộng hòa Ainu-Xô viết" cũng sẽ tuyên bố độc lập. Nước này sẽ tuyên bố rằng Nhật Bản đã bỏ rơi dân tộc Ainu, trong các vụ việc như "Trả lại lãnh thổ phía Bắc" và tàn sát 5 triệu người Nhật "yêu nước" ở Hokkaidō. Như thế cũng sẽ là bàn đạp thúc đẩy tư tưởng bài Nhật ở cả Đông Nam Á.
Lợi dụng mạng lưới của Hồng quân Nhật Bản sẽ ngăn cản việc xuất khẩu dầu thô sang Nhật của các nước Ả Rập, rồi "Mạng lưới bao vây chống Nhật" sẽ bao vây Nhật Bản, giống như đường ABCD trước đây vốn là một biện pháp trừng phạt kinh tế áp đặt lên nước Nhật vào năm 1940, lấy tên tắt là tên các quốc gia: America (Hoa Kỳ), Britain (Anh), China (Trung Quốc), Dutch (Hà Lan).
Sau "sự hủy diệt Nhật Bản", hầu hết người dân Nhật sẽ bị kết án tử hình, bất kể tuổi tác hay giới tính, vì đa số họ là "công dân Đế quốc Nhật Bản".
Đó là một kịch bản mà trong đó chỉ những đồng chí (những Ronin của Cách mạng Thế giới), những người mà đã từ bỏ ý thức dân tộc, từ bỏ ý thức quốc gia mà tham gia cuộc đấu tranh chống Nhật Bản mới được giải thoát khỏi "tội tổ tông" của họ, cuối cùng dân tộc Nhật Bản diệt vong hết khỏi trái đất.

## Cấm can thiệp nhân quyền ở Hàn Quốc
Trong những năm 1970, một số thành viên thuộc phe cánh tả đã nỗ lực giải cứu Kim Dae-jung bị chính quyền Hàn Quốc giam giữ trong Sự kiện Kim Dae-jung, tuy nhiên, với thân phận là người Nhật thì điều này là nằm ngoài khả năng.
Những người theo thuyết vong quốc phản Nhật tin rằng đó chính là một biểu hiện của "chủng tộc Nhật thượng đẳng" rằng "Nhật Bản là một quốc gia rất tốt cho nền dân chủ". Cho đó là một hoạt động gây hấn có nguyên tắc.

## Lễ kỉ niệm vụ đốt phá thần cung Heian
Theo thuyết vong quốc phản Nhật, cảm thấy tự hào về văn hóa Nhật Bản là một hành động tội lỗi phản cách mạng. Những người theo thuyết này đã ăn mừng vụ đốt phá thần cung Heian  (平安神宮 (Bình An thần cung)), là nơi thờ Thiên hoàng Kanmu (桓武天皇 (Hoàn Vũ thiên hoàng)), người đã lập ra Heian-kyō (平安京 (Bình An kinh)), kinh đô của Nhật Bản vào năm 794.

## Ảnh hưởng đến xã hội Nhật Bản
Kể từ khi sự ảnh hưởng của Tân tả dực mất đi vẻ lộng lẫy, hội nhóm này bị coi là một giáo phái kì quái. Nhà hoạt động đặt ra cái tên "Thuyết vong quốc phản Nhật" kể từ đó đã rời khỏi hội và mô tả nó là "Cuồng tín". Nhà báo Sasaki Toshinao mô tả cuộc sống trong hội nhóm này là "điên rồ". Học giả giáo dục Moriguchi Akira gọi đó là một "hệ tư tưởng bạo lực" và tự mâu thuẫn.
Tuy nhiên, có ý kiến cho rằng tư tưởng này đã tạo cơ sở cho các sự kiện khủng bố, đơn cử như vụ tấn công bằng sarin trên tàu điện ngầm Tokyo của Aum Shinrikyo trên ba tuyến của Tokyo Metro (sau này là một phần của tàu điện ngầm Tokyo) trong giờ cao điểm, giết chết 12 người, làm bị thương nặng 50 người và gây hỏng thị lực tạm thời cho gần 1.000 người khác.